# Solanki
Die Solanki waren eine Hindu-Dynastie in Gujarat, welche im Nordindien des 11. und 12. Jahrhunderts vorübergehend eine Großmacht repräsentierte. Ihre Hauptstadt war Anhilwada (oder Anhilvara), das heutige Patan, damals eine der größten Städte Indiens.

## Geschichte
Ihr Ahnherr Mularaj Solanki (reg. ca. 942/61–996) war angeblich der Tochtersohn des letzten Fürsten der lokalen Chavda-Dynastie (ca. 746–961, Gurjara-Rajputen). Die Solanki sind wahrscheinlich ebenfalls den Gurjara-Rajputen zuzurechnen, weil sie ursprünglich dem Feuer-Clan angehörten. Sie beanspruchten aber auch mit den Chalukya von Vatapi in Verbindung gestanden zu haben und werden daher alternativ auch so bezeichnet (Chalukya, Chaulukya). 
Die Solanki standen oft im Schatten der Paramara. Trotz schwerer Rückschläge gegen den Paramara-König Bhoja von Dhara im 11. Jahrhundert und dem häufig erwähnten Angriff Mahmud von Ghaznis auf Somnath 1025/26 umfasste das Solanki-Reich schließlich über weite Strecken des 12. Jahrhunderts ganz Gujarat und den Süden Rajasthans. Die erfolgreichen Könige jener Zeit waren Jayasimha Siddharaja und Kumarapala (Nachkomme einer Kurtisane und ein Jaina), aber selbst ihre Regierungszeiten waren nicht frei von Unsicherheiten (z. B. Thronfolgestreit). Gujarat war zur Zeit seiner Blüte im 11. und 12. Jahrhundert ein Zentrum des Handels und zumindest König Bhimadeva I. wird für seine Förderung fremder Händler gerühmt. In wissenschaftlicher Hinsicht ist der Gelehrte Hemachandra, ein Jaina und Berater Kumarapalas zu erwähnen.
Unter dem König Bhima II., dem Einfältigen, (reg. 1178–1242) zerfiel das Reich, zunächst bedingt durch die Angriffe der muslimischen Ghuriden (um 1197) und anderer Feinde. Der König floh und verlor sukzessive die Kontrolle über sein Land. An seine Stelle trat das Ministergeschlecht der Vaghelas (ca. 1222–1298, eine Seitenlinie des Königshauses und der Religionsgemeinschaft der Jainas zugehörig), das schließlich 1244 den letzten Solanki-König entthronte.

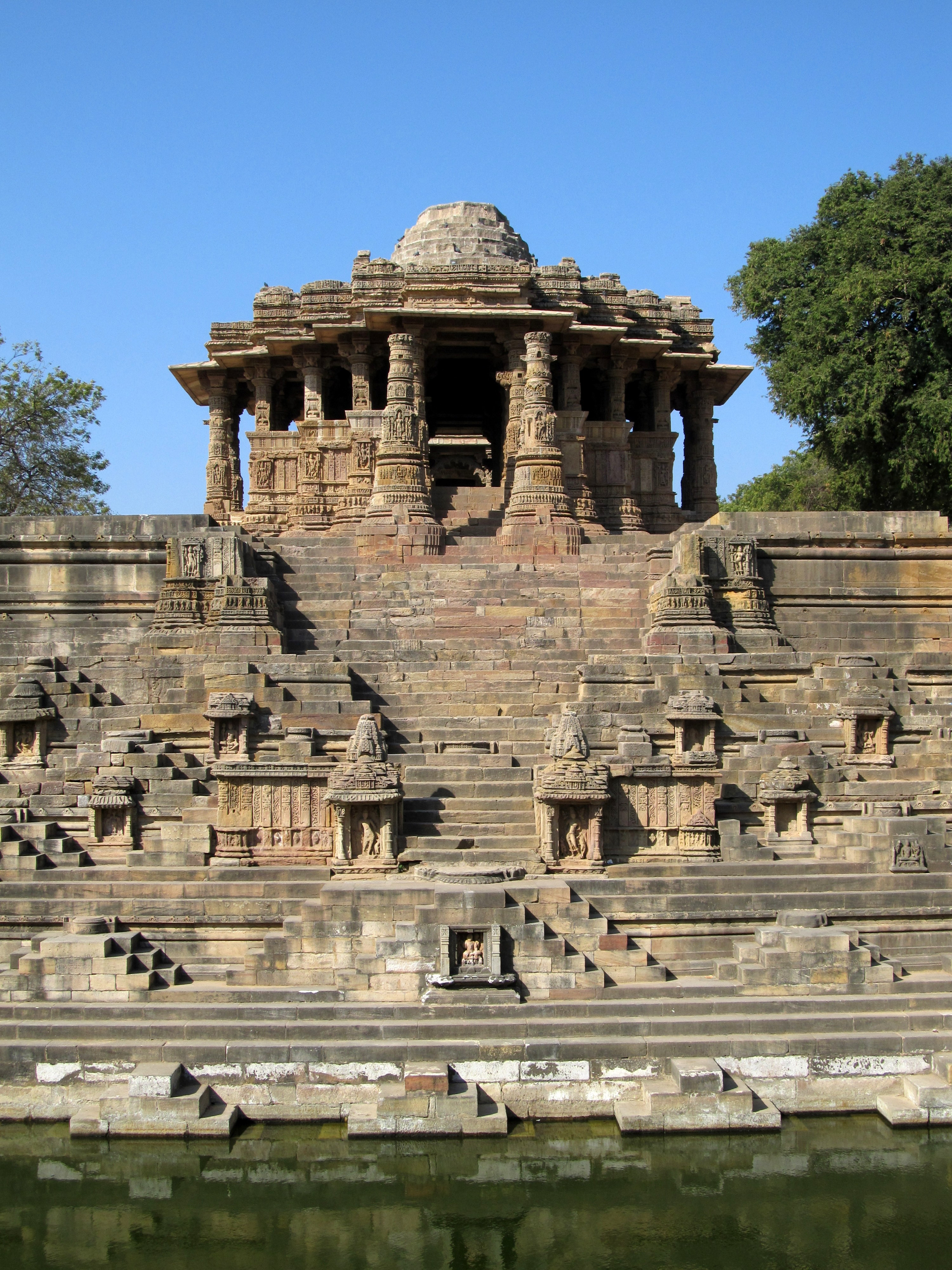
Surya-Tempel und Ghats des Stufenbrunnens, Modhera (um 1025/30)

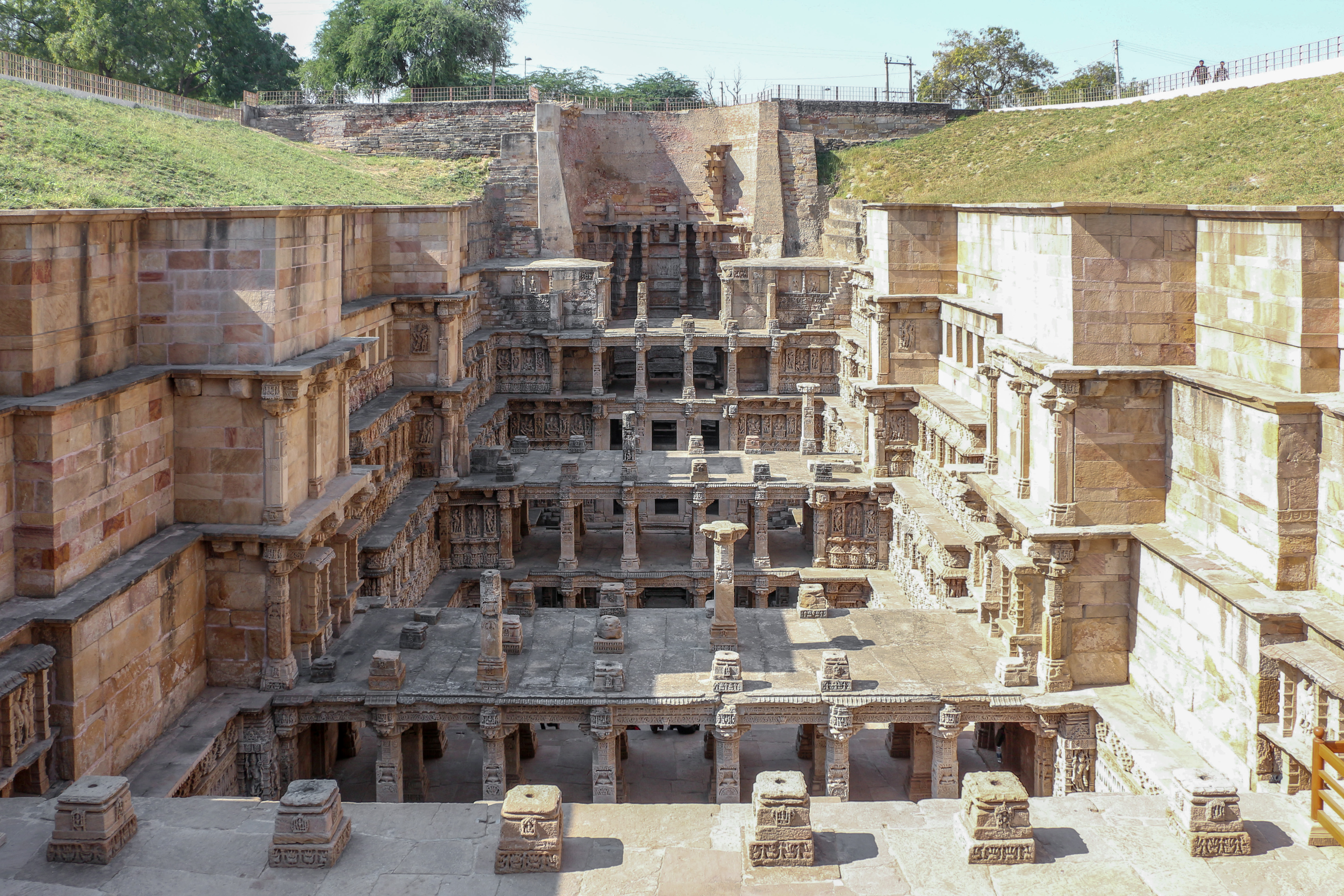
Stufenbrunnen Rani Ki Vav, Patan (um 1060/70)

## Bauten
Die Solanki sind berühmt für ihre Bauten: Sie waren die Schutzherren des bedeutenden Shiva-Tempels von Somnath, den sie nach der Plünderung und teilweisen Zerstörung durch die Truppen Mahmud von Ghaznas (1025/26) zusammen mit den Paramara wieder aufbauten. Die Surya-Tempel von Modhera und Ghumli gehören zu den Höhepunkten indischer Architektur des 11. Jahrhunderts. Neben Baumaßnahmen an Tempeln sind aber auch solche an Stufenbrunnen und Hafenanlagen zu erwähnen. Auch die frühen Dilwara-Tempel bei Mount Abu gehen auf Hofbeamte Bhimadevas I. oder andere Bauherren des Solanki- oder Vaghela-Reiches zurück.

## Solanki-Könige
- Mularaja I. (reg. ca. 942/960–996)
- Chamundaraja (reg. ca. 996–1009)
- Vallabharaja (reg. ca. 1009)
- Durlabharaja (reg. ca. 1009–1022)
- Bhimadeva I. (reg. ca. 1022–1064)
- Karnadeva I. (reg. ca. 1064–1093)
- Jayasimha Siddharaja I. (reg. ca. 1093–1143)
- Kumarapala (reg. ca. 1143–1174), Nachkomme von Bhimadeva I.
- Ajavapala (reg. ca. 1173–1176)
- Mularaja II. (reg. ca. 1176–1178)
- Bhimadeva II. Bholo (reg. 1178–1242)
- Tribuvanpal (reg. 1242–1244)